# Expedition 17
Expedition 17 var en expedition till den Internationella rymdstationen (ISS) som pågick från den 8 april till den 24 oktober 2008.

## Besättning
| Position       | Första delen (8 april - juni 2008)         | Andra delen (juni - 24 oktober 2008)         |                                          |
| -------------- | ------------------------------------------ | -------------------------------------------- | ---------------------------------------- |
| Befälhavare    | Sergej Volkov, RSA Hans första rymdfärd    | Sergej Volkov, RSA Hans första rymdfärd      | Sergej Volkov, RSA Hans första rymdfärd  |
| Flygingenjör 1 | Oleg Kononenko, RSA Hans första rymdfärd   | Oleg Kononenko, RSA Hans första rymdfärd     | Oleg Kononenko, RSA Hans första rymdfärd |
| Flygingenjör 2 | Garrett Reisman, NASA Hans första rymdfärd | Gregory Chamitoff, NASA Hans första rymdfärd |                                          |

(#) antal rymdfärder som varje besättningsmedlem avklarat, inklusive detta uppdrag.
I början av april 2008 anlände de båda kosmonauterna Sergej Volkov och Oleg Kononenko tillsammans med sydkoreanen Yi So-yeon från Sojuz TMA-12 till ISS. De två kosmonauterna avlöste Jurij Malentjenko och Peggy Whitson (båda Expedition 16), vilka återvände med Sojuz TMA-11 tillsammans med Yi So-yeon. Garrett Reisman som redan befann sig på ISS som medlem av Expedition 16 kvarstannade även i första delen av Expedition 17.

## Besökare
Sydkoreas första rymdfarare och Asiens andra kvinnliga rymdfarare Yi So-yeon besökte Expedition 17 och ISS i ungefär nio dagar i april 2008 som gäst inbjuden av den ryska regeringen. Dock hade den koreanska regeringen betalat 25 miljoner amerikanska dollar för hennes biljett. Hon medförde och utförde flera experiment och studier, bland annat hade hon med sig ett tusen bananflugor.

## Uppdrag
Expedition 17 utförde experiment och studier inom många områden till exempel medicin, fysik och jorden. Många experiment gick ut på att lära sig mer om effekterna på människokroppen under långa rymdresor, som förberedelse inför framtida längre resor till månen eller Mars. I en studie kunde mellanstadie-elever programmera en digitalkamera på ISS att ta bilder av olika platser på jorden och sedan studera bilderna i sitt klassrum.
Forskning har visat att förhöjd halt av kväveoxid i utandningsluft är ett bra sätt att tidigt diagnostisera inflammation i luftvägar, speciellt astma, men också efter inandning av damm. Karolinska Institutet utförde två experiment; ett för att förbättra tekniken att mäta kväveoxid i utandningsluft och ett experiment utfördes före och efter rymdpromenader i syfte att med en enkel andningsteknik minska risken för dykarsjuka. 
- Under expedition 17 dockade den första Automated Transfer Vehicle (ATV) i mars 2008.
- I juni 2008 installerades det japanska laboratoriet Kibō.

## Galleri

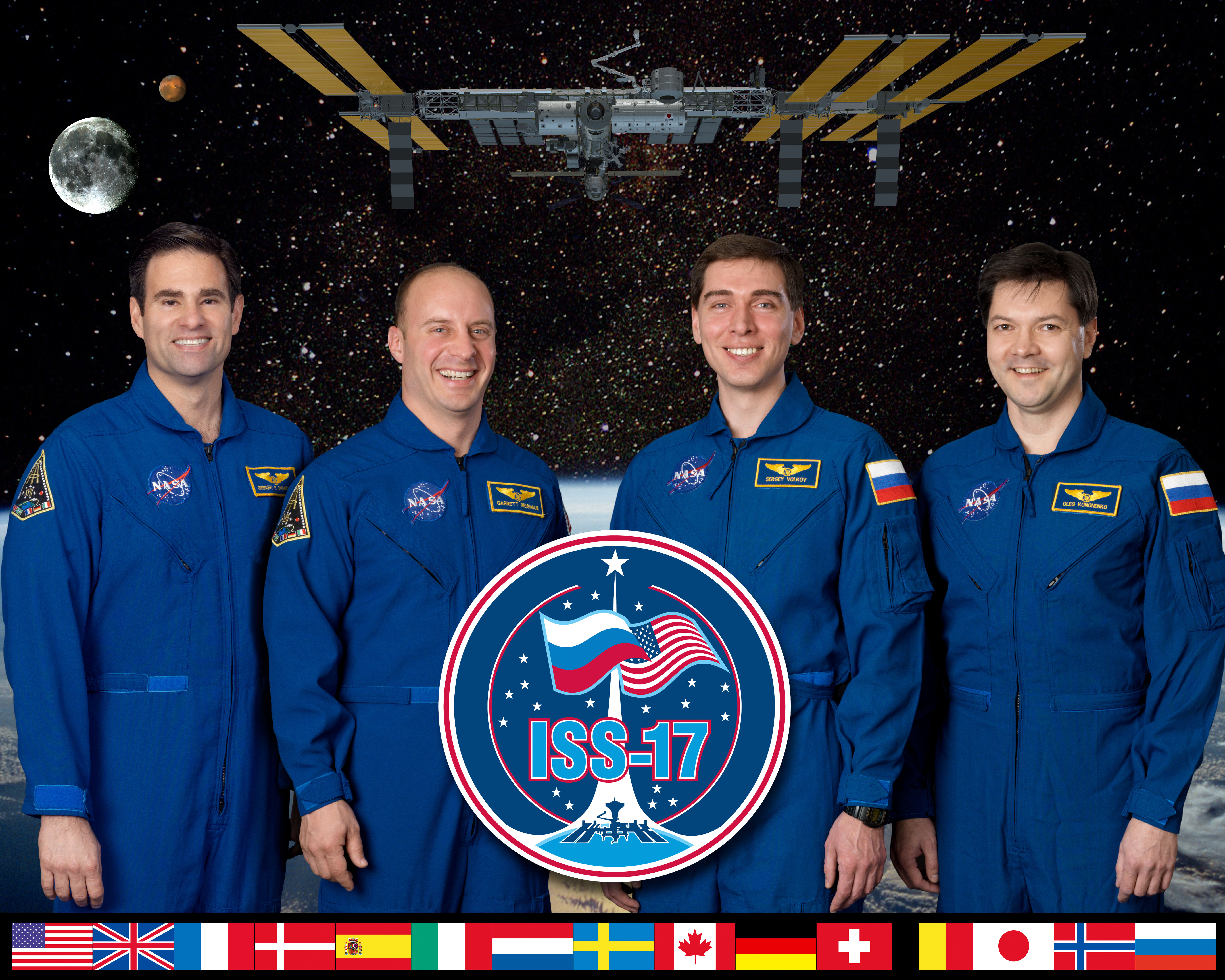
Från vänster; Chamitoff, Reisman, Volkov, Kononenko.
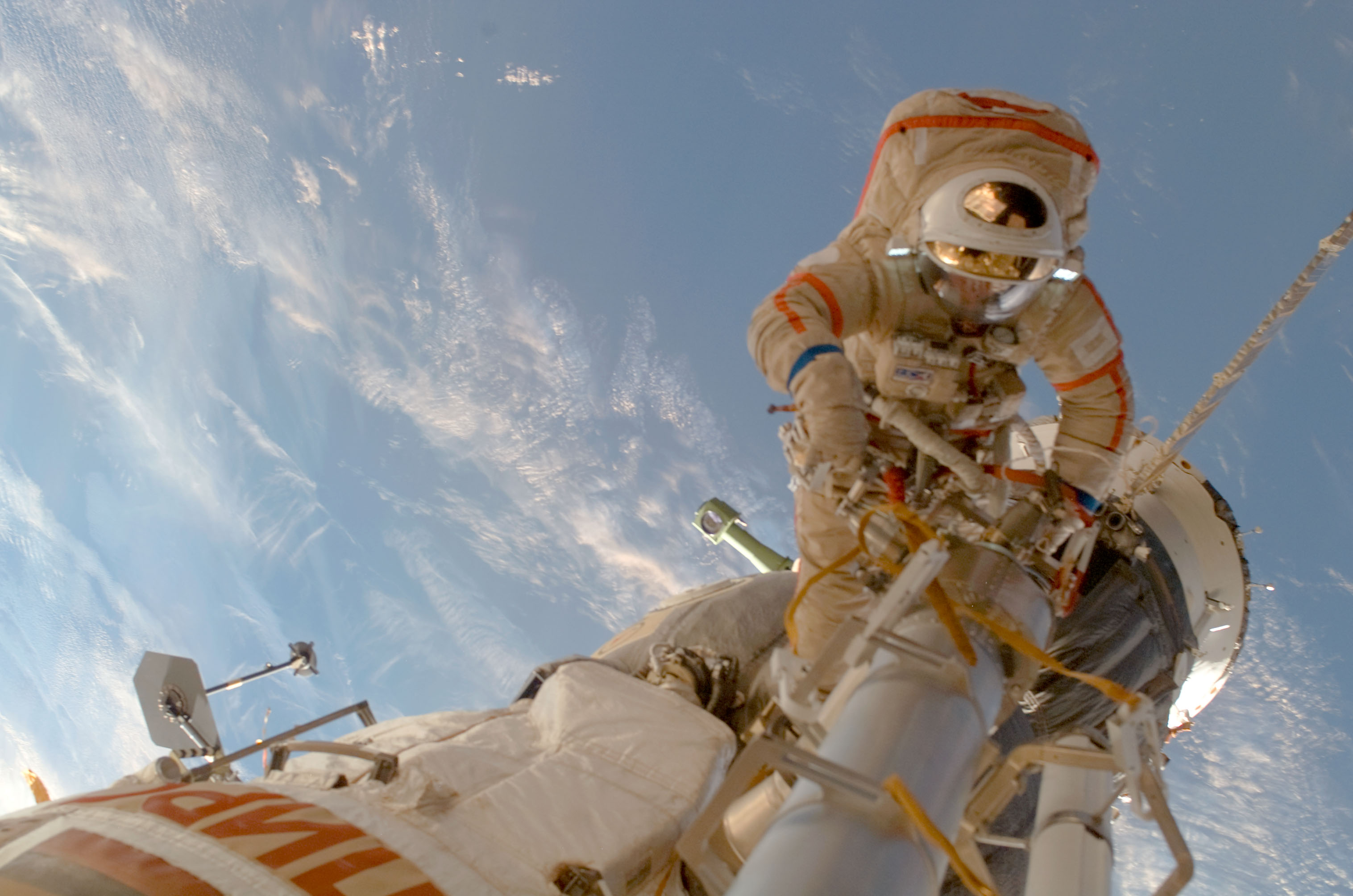
Sergej Volkov på rymdpromenad den 15 juli 2008.